# شهرستان گودچ
شهرستان گودچ (به بلغاری: Godech Municipality) یک شهرستان در بلغارستان است که در استان صوفیه واقع شده‌است.